# C'era una volta in Italia - Giacarta sta arrivando
C'era una volta in Italia - Giacarta sta arrivando è un documentario del 2022 diretto da Federico Greco e Mirko Melchiorre. Il film vede la partecipazione, tra gli altri, di Roger Waters, Ken Loach e Gino Strada.

## Trama
Un gruppo di calabresi di Cariati (CS) lotta per la riapertura dell'ospedale pubblico del paese, chiuso nel 2010 in seguito al "Piano di rientro". Mimmo, Cataldo, Michele e Mimmo Massaro decidono di occupare l'ospedale Vittorio Cosentino per scuotere l'opinione pubblica e le istituzioni locali e nazionali. L'ospedale era un'eccellenza ed è stato chiuso come conseguenza dei tagli lineari dovuti alle politiche di austerità. Nel frattempo intellettuali ed esperti di tutto il mondo spiegano perché la sanità pubblica italiana è sotto attacco da parte di quella privata partendo da quanto accaduto in Indonesia tra il 1965 e il 1966, quando furono uccisi tra i 500.000 e i 3 milioni di comunisti, simpatizzanti di sinistra e lealisti del presidente Sukarno, e in Cile nel 1973. La ragione del sottotitolo del film ("Giacarta sta arrivando") è legata al libro di Vincent Bevins "Il metodo Giacarta" e al fatto che vi è raccontato che poco prima del golpe cileno di Pinochet contro il governo di Salvador Allende sui muri di Santiago del Cile apparvero le scritte "Giacarta sta arrivando".

## Produzione
Le riprese del film sono iniziate nel novembre del 2020 e si sono svolte principalmente a Cariati. Il film, completamente indipendente, è stato finanziato in buona parte da investitori privati. Durante le riprese, Roger Waters ha lanciato un appello per la riapertura dell'ospedale calabrese, appello che è stato inserito nel montaggio del documentario e che ha favorito la riapertura del Vittorio Cosentino.
Il film è il secondo capitolo ideale della trilogia sul neoliberismo iniziata con PIIGS. Si propone, come gli altri due film (il successivo, D'istruzione pubblica, è in lavorazione e si occuperà di scuola), di smascherare i danni inferti ai cittadini dalle politiche di austerità dell'UE e da quelle del Washington Consensus.

## Distribuzione
C'era una volta in Italia - Giacarta sta arrivando ha avuto una distribuzione theatrical ibrida a partire dal 5 dicembre 2022: da una parte attraverso il circuito classico delle sale cinematografiche con la Fil Rouge Media, dall'altra una sorta di on demand: il pubblico lo richiedeva nelle città non raggiunte dalla distribuzione e ha organizzato centinaia di proiezioni in tutta Italia. 
Dal 30 aprile 2025 è disponibile a noleggio sulle piattaforme streaming  Amazon Prime, Cecchi Gori TV e Apple TV.

## Colonna sonora
Nella colonna sonora del film è presente il brano Money dei Pink Floyd. I diritti del brano sono stati ceduti gratuitamente da Roger Waters per contribuire alla lotta politica del film. Anche il duo musicale italiano Colapesce Dimartino ha contribuito gratuitamente alla colonna sonora, cedendo i diritti del brano Musica leggerissima.